# Cumaru

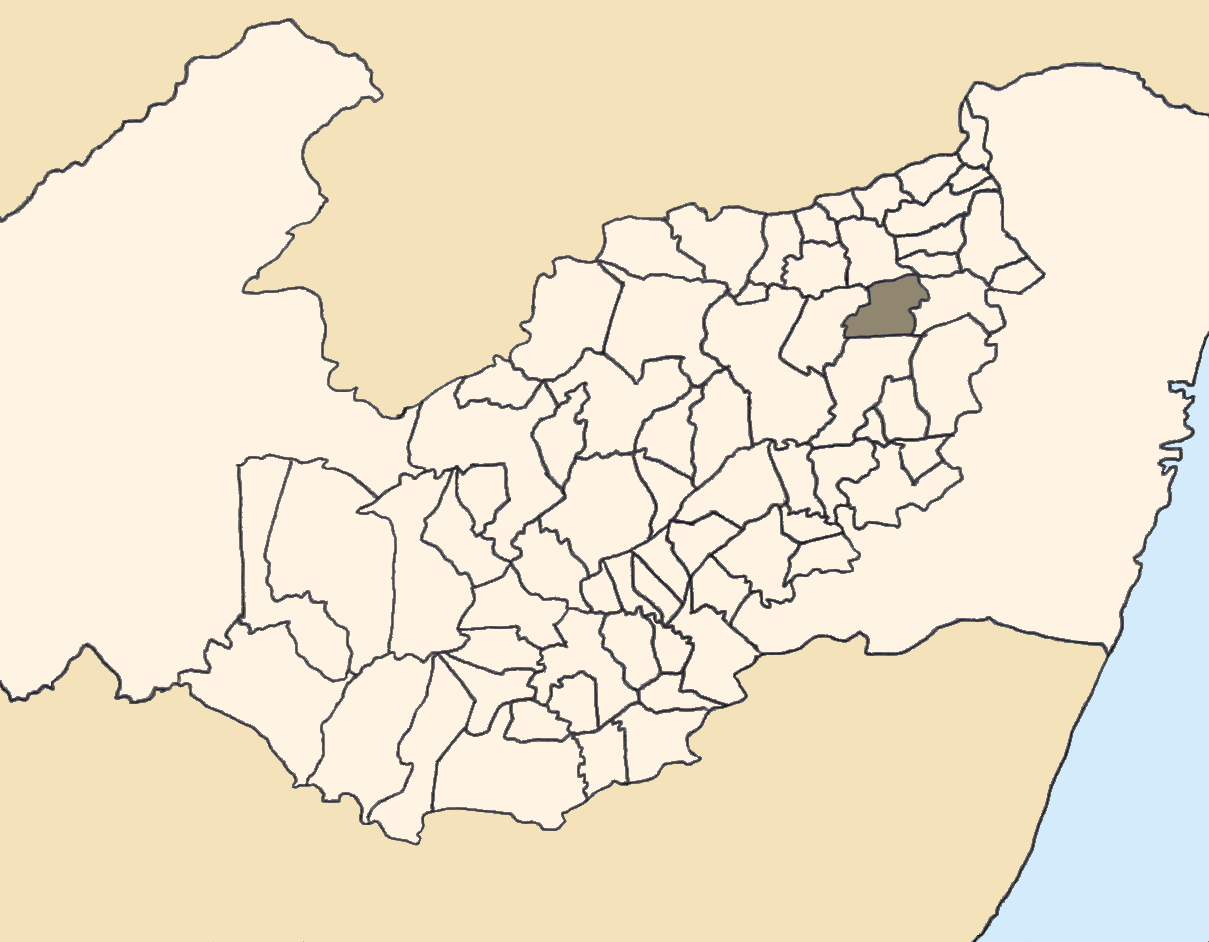

Cumaru este un oraș în Pernambuco (PE), Brazilia.